# Conrad Schäfer
Conrad Schäfer, auch Conrad Scheffer (* vor 1590 in Sommerhausen; † 7. Februar 1624 in Dresden) war ein deutscher Ratsherr in Dresden und Bürgermeister.

## Leben
Schäfer stammte aus dem unterfränkischen Ort Sommerhausen bei Würzburg und ist in den Ratsunterlagen als „Handelsmann“ verzeichnet. Über sein Leben ist wenig bekannt. 1590 erwarb er das Dresdner Bürgerrecht und trat 1618 in den Rat ein. 1621 wurde er zum Bürgermeister gewählt. Noch vor Beginn seiner zweiten Amtszeit als regierender Bürgermeister (die Bürgermeister regierten laut Ratsordnung im Drei-Jahres-Rhythmus) verstarb er in Dresden.